# Dialeges pauper
Dialeges pauper (лат.) — вид жуков-усачей из подсемейства собственно усачей. Распространён во Вьетнаме, в Индии, Лаосе, на Мадагаскаре, в Малайзии, Мьянме, Пакистане, Таиланде и, возможно, на Филиппинских островах. Кормовым растением личинок является сал.